# Magica Doremì
Magica Doremì (おジャ魔女どれみ?, Ojamajo Doremi, lett. "La strega pasticciona Doremi") è una serie anime mahō shōjo, creata da Izumi Tōdō e prodotta dalla Toei Animation. Trasmessa in Giappone su TV Asahi dal febbraio 1999 al gennaio 2003, in Italia la serie è stata acquistata da Mediaset, che l'ha mandata in onda su Italia 1 dal marzo 2002 al maggio 2005, con il titolo Magica Doremì (おジャ魔女どれみ?, Ojamajo Doremi) per la prima stagione, Ma che magie Doremì (おジャ魔女どれみ♯?, Ojamajo Doremi Sharp) per la seconda, Doredò Doremì (も～っと！おジャ魔女どれみ?, Mo~tto! Ojamajo Doremi) per la terza e Mille magie Doremì (おジャ魔女どれみドッカ～ン！?, Ojamajo Doremi Dokka~n!) per la quarta.
L'opera ha avuto una trasposizione manga di quattro volumi in contemporanea, due lungometraggi nel luglio 2000 e luglio 2001, un OAV col titolo Magica magica Doremì (おジャ魔女どれみナ・イ・ショ?, Ojamajo Doremi Na-i-sho) tra il giugno e il dicembre 2004 e un adattamento light novel col titolo Ojamajo Doremi 16 (おジャ魔女どれみ１６?) dal dicembre 2011. In occasione del ventesimo anniversario della serie, un ONA in chiave comica col titolo Ojamajo Doremi: Owarai gekijō (おジャ魔女どれみ お笑い劇場?) è stato pubblicato attraverso il canale YouTube della Toei Animation dal marzo 2019 al marzo 2020, mentre i cinque corti di Ojamajo Doremi: Honobono gekijō (おジャ魔女どれみ ほのぼの劇場?) sono stati trasmessi dal gennaio al febbraio 2020, a cui ha fatto seguito un film nell'autunno 2020.

## Trama
La serie segue le avventure vissute da un gruppo di bambine delle elementari diventate apprendiste streghe nel loro percorso verso il conseguimento del titolo di strega.

### Prima stagione
Doremi Harukaze è una bambina di 8 anni che frequenta il terzo anno della scuola elementare. Un giorno, senza volerlo, si imbatte nel negozio di magia che si nascondeva da tempo in città. Doremì, incuriosita, entra e incontra la strega Eufonia (Majo-Rika). Poiché la bimba aveva letto molti libri che riguardavano il mondo delle streghe e le streghe in generale, scopre immediatamente che lei è una di loro, così senza sapere a cosa andrà incontro, grida ad alta voce che Eufonia è una strega. La donna, così, si trasforma in una ranocchia che prende il nome di Raganella. Non avendo più speranze, la ranocchia Raganella fa sì che Doremì diventi un'apprendista strega con lo scopo di insegnarle la magia, in modo che superi tutti gli esami del mondo magico e diventi una vera e propria strega, così da farle infine recuperare le sue vere sembianze.
Successivamente vengono a conoscenza del segreto di Doremì due sue compagne di scuola: Melody (Hazuki) Fujiwara e Sinfony (Aiko) Senoo. Raganella, non avendo altra scelta, dona dei Jingle-Set (oggetti usati per trasformarsi) anche a loro, che insieme a Doremì supereranno gli esami di apprendistato. Le bambine cominceranno inoltre a lavorare nel negozio di Eufonia, il MAHO, che si occupa della vendita di talismani magici e portafortuna. Ognuna di loro ha una fatina allo stadio iniziale, cioè fatine che non parlano, al contrario di Lalà che è la fatina di Raganella che può parlare come un essere umano. Nel corso della serie, anche Bibì (sorella minore di Doremì) viene a conoscenza del loro segreto, dunque anche lei si unirà al gruppo. A metà stagione, inoltre, Doremì, Melody e Sinfony conosceranno un'altra apprendista di nome Lullaby (Onpu) Segawa. Quest'ultima è una bambina attrice e apprendista della strega Malissa (Majo-Ruka), l'acerrima rivale di Eufonia. Inizialmente Lullaby usa la magia per modificare i sentimenti e i ricordi delle persone a suo piacimento (cosa vietata nel regolamento del mondo delle streghe, pena cadere in un sonno profondo lungo 100 anni). Questo in ogni caso sembra non avere alcun effetto su di lei, dal momento che ha con sé un talismano che la protegge donatole dalla strega Malissa. Questo talismano però si inizia via via a frantumare con l'utilizzo.
Quando le apprendiste riescono a superare anche l'ultimo esame di stregoneria, la regina trasforma il loro MagiTest, pieno di note magiche, in un piccolo cristallo, rendendole ufficialmente streghe. Con il tempo il cristallo diventerà sempre più grande e potente. Mentre tornano al negozio di magia dal Mondo delle Streghe, vengono scoperte dai genitori e altri compagni di classe delle bambine. Lullaby usa la magia per cancellare loro la memoria e salvare tutte dal divenire ranocchie. Il talismano protettivo però si distrugge, e cade in un sonno profondo lungo 100 anni. Doremi, Melody e Sinfony decidono di invocare il cerchio magico e di sacrificare i loro cristalli fatati per risvegliarla, aiutate anche dalla magia di Bibì. Alla fine riescono nell'impresa e Lullaby torna cosciente, ma sono costrette a rinunciare ai poteri magici.

### Seconda stagione
Doremi, Melody, Sinfony e Lullaby decidono di riunirsi al MAHO per salutare Raganella e le fatine. Una volta arrivate, però, scoprono che sono già partite, ma grazie all’intervento della Regina delle streghe le ragazze riescono ad accedere al mondo magico, dove assisteranno alla nascita della piccola Hanna, generata da una rosa blu. La regina affida Hanna a Doremì e le altre facendole tornare nuovamente apprendiste streghe, che dovranno impegnarsi duramente per crescere la piccola. In seguito, grazie al potere del cerchio magico e all'intervento della regina, cambiano l'aspetto del negozio, trasformandolo nel Flower Garden MAHO, abbandonando la vendita di talismani magici per dare spazio a quella dei fiori.
Le bambine dovranno anche fronteggiare Alexander, un mago proveniente dal mondo dei maghi che ha il compito di rapire la piccola Hanna per sfruttarne i grandi poteri e far rifiorire il regno dei maghi. A questo proposito la regina dona alle apprendiste il potere del "giro di Do". Una volta risolto il conflitto con il regno dei maghi, le ragazze dovranno occuparsi di un altro problema: la precedente regina delle streghe, tornata nella foresta pietrificata, lancia una maledizione su Hanna facendola ammalare. Così Doremi e le altre sacrificano il loro cristallo fatato per salvare la piccola, ma il loro castigo sarà un sonno lungo 1000 anni. Hanna ritorna in forma e le bambine si svegliano, ma dovranno nuovamente rinunciare ai poteri magici.

### Terza stagione
Nonostante la legge del mondo delle streghe preveda che chi ha perso un cristallo fatato non possa più essere un'apprendista, la regina decide di fare un'eccezione con Doremì e le altre, portandole ad essere nuovamente apprendiste. Questa volta dovranno inoltre superare esami di pasticceria, giudicati dalle streghe del consiglio contrarie alla loro riabilitazione. Inoltre, conoscono una nuova apprendista: Mindy (Momoko) Asuka, proveniente dall'America, che le aiuterà nell'impresa e insegnerà loro tutti i segreti per essere una brava pasticciera. Il MAHO viene dunque trasformato nella Sweet House MAHO. Durante la serie, l'ex regina Majo-Tourbillion lancia un incantesimo su Hanna rendendole sgradite le verdure, indispensabili per la crescita di una strega. Pian piano, però, Doremì e le altre riescono a far piacere le verdure a Hanna e superano tutte le prove di pasticceria, indebolendo anche l'incantesimo che Majo-Tourbillon si autoinflisse nel momento in cui si ritirò nella Foresta Pietrificata.

### Quarta stagione
La scomparsa della Foresta Pietrificata rivela il vero aspetto dell'ex regina, che è dormiente e intrappolata da sei rovi contenenti una potente barriera magica. Per liberarla definitivamente, le apprendiste decidono di riprodurre i regali che Majo-Tourbillon fece ai suoi nipoti per ricordarle i bei momenti passati con gli esseri umani, che ormai l'ex regina crede ignobili e senza cuore. Nel corso della serie, si scopre che l'odio covato da Majo-Tourbillon è sorto da un equivoco: la donna, infatti credeva che i suoi nipoti non si fossero presentati al funerale del padre, figlio dell'ex regina, dato che il fatto che la nonna non invecchiasse mai aveva causato loro dei problemi con gli altri esseri umani durante l'infanzia.
La piccola Hanna si trasforma inoltre in una ragazzina dell'età di Doremi in modo da poter andare a scuola con lei, causando non pochi problemi alle ragazze. Alla fine della stagione, dopo il risveglio di Majo-Tourbillon, la regina delle streghe offre a Doremi e alle sue amiche la possibilità di diventare streghe, rinunciando però alla vita sulla Terra e ai loro cari: dopo una lunga riflessione, le bambine rinunciano alla magia, fondendo i loro Cristalli Fatati in uno unico per Hanna, che diventerà la prossima regina delle streghe.

## Personaggi
Doremì Harukaze (春風 どれみ?, Harukaze Doremi)
Doppiata da: Chiemi Chiba (ed. giapponese), Marcella Silvestri (ed. italiana)
La protagonista della serie, è una bambina vivace, poco fortunata e un po' brava nello studio. Adora le bistecche ed è molto pasticciona. È la prima a diventare apprendista strega. Il suo colore è il rosa e la sua fatina è Dodò.
Melody Fujiwara (藤原 はづき?, Fujiwara Hazuki, Hazuki Fujiwara)
Doppiata da: Tomoko Akiya (ed. giapponese), Giovanna Papandrea (ed. italiana)
Amica d'infanzia di Doremì, è timida e studiosa, porta gli occhiali, e proviene da una famiglia molto ricca. Il suo colore è l'arancione e la sua fatina è Mimì.
Sinfony Senoo (妹尾 あいこ?, Senō Aiko, Aiko Senoo)
Doppiata da: Yuki Matsuoka (ed. giapponese), Serena Clerici (ed. italiana)
Brava negli sport, viene da Osaka. I suoi genitori sono separati e lei vive con il padre. Il suo colore è l'azzurro e la sua fatina è Fifì.
Lullaby Segawa (瀬川 おんぷ?, Segawa Onpu, Onpu Segawa)
Doppiata da: Rumi Shishido (ed. giapponese), Emanuela Pacotto (ed. italiana)
Cantante, attrice e modella (idol), all'inizio è stata avversaria di Doremì e delle sue amiche, ma alla fine della prima stagione passa dalla loro parte. Il suo colore è il viola e la sua fatina è Lulù.
Mindy Asuka (飛鳥 ももこ?, Asuka Momoko, Momoko Asuka)
Doppiata da: Nami Miyahara (ed. giapponese), Federica Valenti (ed. italiana)
Appare dalla terza stagione. Viene da New York ed è molto brava a fare dolci. Il suo colore è il giallo e la sua fatina è Nenè.
Bibì Harukaze (春風 ぽっぷ?, Harukaze Poppu, Pop Harukaze)
Doppiata da: Sawa Ishige / Yuka Shino (ep. 1×27) (ed. giapponese), Sabrina Bonfitto (ed. italiana)
La sorella minore, dispettosa e pestifera, di Doremì, scopre i poteri di quest'ultima a metà della prima stagione, diventando anche lei un'apprendista. È più responsabile di Doremì e più portata per la magia. Il suo colore è il rosso e la sua fatina è Biba.
Hanna (ハナちゃん?, Hana-chan, Hana)
Doppiata da: Ikue Ōtani (ed. giapponese), Sabrina Bonfitto (st. 2-3) / Jolanda Granato (st. 4) (ed. italiana)
Figlia della Regina delle Streghe, nata da una rosa dai petali blu nella seconda stagione, viene affidata alle cure di Doremì e delle altre apprendiste perché hanno assistito alla sua nascita e la piccola ha scambiato Doremì per sua madre. In seguito, nella quarta stagione, il desiderio di andare a scuola insieme a Doremì la fa trasformare in una ragazza della stessa età, ma diventa un'apprendista poiché nella trasformazione ha rotto i suoi Cristalli. Sulla Terra utilizza il nome fittizio di Hanna Makihatayama (巻機山 花?, Makihatayama Hana). È vivace, infantile e usa la magia ogni volta che vuole, causando non pochi problemi. Il suo colore è il bianco e la sua fatina è Toto.
Eufonia / Raganella (マジョリカ?, Majo Rika, Majo-Rika)
Doppiata da: Naomi Nagasawa (ed. giapponese), Patrizia Scianca (ed. italiana)
La scorbutica strega proprietaria del negozio di articoli magici MAHO sulla Terra, si trasforma in una ranocchia parlante quando Doremì le urla che è una strega. Così facendo, la bambina diventa la sua apprendista, in modo che, una volta conseguito il titolo di strega, possa riportarla alle sembianze originali. Alla fine, torna nel Mondo delle Streghe con Hanna e le fatine. Si affeziona molto alle sue apprendiste, mettendo a volte da parte il suo brutto carattere. Quando è una ranocchia, invece della scopa volante usa una paletta. Prima di diventare un'apprendista, Bibì pensava che fosse un pupazzo e la chiamava Spumella. Il suo cristallo fatato è una sfera lilla.
Lalà (ララ?, Rara)
Doppiata da: Megumi Takamura (ed. giapponese), Elisabetta Spinelli (ed. italiana)
La fatina di Raganella, è perfettamente cresciuta e per questo parla. Matura e amichevole, è sempre disposta a dare una mano. Può trasformarsi in gatto bianco.

## Oggetti magici

### Prima stagione
Jingle Set (見習いタップ?, Minarai Tappu, Minarai Tap)

Jingle Set (Minarai Tap), utilizzato nella prima stagione per trasformarsi

L'oggetto utilizzato dalle apprendiste per trasformarsi, viene fissato al centro del petto come una spilla ed è tondo e delle dimensioni di un portacipria. Per trasformarsi si preme il pulsante al centro e bisogna riuscire a vestirsi prima che la musica finisca. Producendo una sequenza di quattro note con i tasti attorno al pulsante centrale, si evocano il Musichiere e la scopa.
Musichiere (ポロン?, Poron, Poron)
È la bacchetta delle apprendiste. Doremì e Bibì ne hanno una uguale, che ha, sopra l'impugnatura, un bulbo nel quale inserire le sfere per farla funzionare e produce il suono di un piano quando viene agitata. Quelle di Melody e Sinfony sono, invece, completamente lisce, ed emettono, rispettivamente, il suono di un violino e di un'armonica. In originale, le bacchette hanno ognuna un nome diverso: quella di Doremì e Bibì si chiama Peperuto Poron (ペペルトポロン?), quella di Melody Puwapuwa Poron (プワプワポロン?) e quella di Sinfony Poppun Poron (ポップンポロン?).
Ultramusichiere (クルールポロン?, Kurūru Poron, Couleur Poron)
È la seconda bacchetta, ottenuta dopo il superamento dell'esame di sesto livello e formata dalla fusione del Musichiere e dello strumento musicale più caro all'apprendista. In cima ha una sfera che bisogna ruotare per eseguire l'incantesimo. Funziona tramite le ultranote.
Magi-test (認定玉?, Ninteidama)
È una boccetta ricevuta dalle apprendiste dopo il superamento dell'esame di sesto livello. Ogni volta che le apprendiste superano un esame, la Regina inserisce una ultranota, ovvero un gruppo di tre note magiche: quando il Magi-test è pieno, si trasforma nel Cristallo Fatato e l'apprendista diventa una strega.
Computer magico (ピュアレーヌパソコン?, Pyuarēnu Pasokon, Pure Reine Personal Computer)
È il computer nel quale è intrappolato Alexander e che le apprendiste usano per conservare le Figure Nere una volta raccolte.
Il Cerchio Magico (マジカル・ステージ?, Majikaru Sutēji, Magical Stage) è la magia più potente a disposizione delle apprendiste ed è evocata in gruppo. Ogni apprendista ha una formula personale, a parte l'ultima, che chiude il Cerchio Magico esclamando "Magia della Musica, ora risplenda!". Al termine pronunciano tutte insieme "Che il Cerchio Magico si accenda!" ed esprimono il desiderio; Bibì partecipa raramente.
Nella seconda stagione, esprimendo come desiderio "Magia, salva Hanna!", Doremì, Melody, Sinfony e Lullaby si trasformano in Giro di Do per salvare la piccola dai maghi. Il Cerchio Magico più numeroso è stato eseguito alla fine della quarta stagione per fondere i Cristalli Fatati delle apprendiste in quello di Hanna.

### Seconda stagione
Jingle Flower (リズムタップ?, Rizumu Tappu, Rhythm Tap)
L'oggetto utilizzato dalle apprendiste per trasformarsi, attorno al bottone centrale ci sono dei petali nel quale conservare le gemme del pentagramma, che servono a caricare la bacchetta. Per far comparire il Pentamusichiere e la scopa, si batte una volta sul Jingle Flower.
Pentamusichiere (ピコットポロン?, Pikotto Poron, Picot Poron)
È la bacchetta delle apprendiste. Sopra l'impugnatura ha una sfera nella quale inserire la gemma del pentagramma per farla funzionare. Quando si compie un incantesimo, la punta della bacchetta gira su se stessa.
Fonino (クルリンコール?, Kururin Kōru, Kururin Call)
È un cellulare magico che, per funzionare, trae energia da una gemma del pentagramma. La parte superiore è una ruota a forma di fiore, sulla quale ci sono i numeri.
Teramusichiere (リースポロン?, Rīsu Poron, Wreath Poron)
È lo scettro delle Giro di Do ed è a forma di ghirlanda. Le apprendiste lo impugnano al centro e lo fanno ruotare, pronunciando l'incantesimo. Per funzionare ha bisogno di due gemme reali, che crescono una volta ogni dieci anni sull'Albero del Pentagramma e che sono posizionate sui lati opposti della ghirlanda.
Ultrafonino (パトレーヌコール?, Patorēnu Kōru, Patreine Call)
È un cellulare magico, evoluzione del Fonino, che permette alle apprendiste di evocare il Cerchio Magico anche quando sono distanti l'una dall'altra. È anche il veicolo che permette alle fatine di entrare nell'Elaboritmo.
Elaboritmo (ロイヤルパトレーヌパソコン?, Roiyaru Patorēnu Pasokon, Royal Patreine Personal Computer)
Evoluzione del Computer magico, le fatine possono entrarvi tramite l'Ultrafonino ed evolversi, ottenendo la parola.
Phonodrin
È una ricetrasmittente fissata ai vestiti della piccola Hanna, che permette alle apprendiste di sapere sempre dove si trova la bambina tramite l'Elaboritmo.

### Terza stagione
Braccianello (パララタップ?, Parara Tappu, Parara Tap)
L'oggetto utilizzato dalle apprendiste per trasformarsi, è formato da un anello sul dito medio e da un braccialetto attorno al polso sinistro. Battendo sopra una volta e due volte si evocano, rispettivamente, il Dolcemusica e il Dolcemusichiere. Permette anche alle apprendiste di indossare il costume da pasticcere.
Dolcemusichiere (スウィートポロン?, Swīto Poron, Sweet Poron)
È la bacchetta delle apprendiste e ha la forma di un bastone di zucchero.
Dolcemusica (パティシエポロン?, Patishie Poron, Pâtissière Poron)
Contiene una polverina che le apprendiste possono spargere sui dolci per renderli più buoni e trasmettere delle emozioni a chi li mangia.
Auricolare (パティシエインカム?, Patishie Inkamu, Pâtissière Income)
Fissato sull'orecchio destro delle apprendiste quando sono pasticcere, permette loro di comunicare a distanza e traduce l'inglese di Mindy fino a quando la bambina non impara il giapponese. È anche il veicolo che permette alle fatine di entrare nel ricettario.

### Quarta stagione
NuovoTap (コロンタップ?, Koron Tappu, Cologne Tap)
È l'oggetto utilizzato dalle apprendiste per trasformarsi e ha la forma di una boccetta di profumo. Contiene dei cristalli e, per attivare la trasformazione, bisogna spruzzare due volte sul corpo. Il vestito è profumato.
Trecordeon (ジュエリーポロン?, Juerī Poron, Jewelry Poron)
La bacchetta delle apprendiste, ha la forma di un fuso con al centro un diamante che lo alimenta. Può essere impugnato da entrambe le parti e consente di compiere la magia ordinaria, il Cerchio Magico e di donare ad Hanna l'energia per trasformarsi.
Portacipria magico (コンパクト?, Konpakuto, Compact)
È l'oggetto utilizzato da Hanna per trasformarsi e ha la forma di un portacipria con lo specchietto.
Polsini magici (マジカルリスト?, Majikaru Risuto, Magical Wrists)
Sono dei polsini con un cammeo che permettono a Hanna di compiere le sue magie. Non è necessaria una formula, ma Hanna il più delle volte la usa.

## Episodi

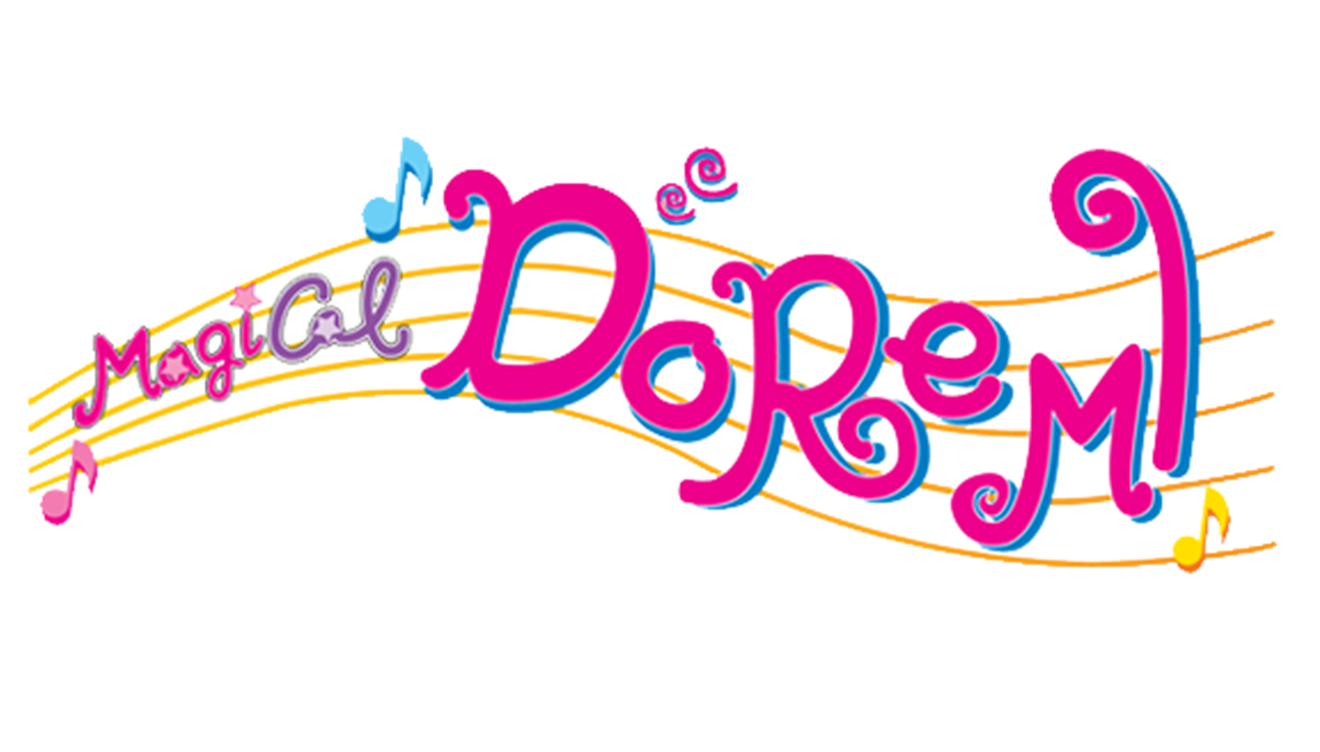
Logo occidentale della serie

La serie è formata complessivamente da quattro stagioni, andate in onda su TV Asahi: la prima stagione di 51 episodi dal 7 febbraio 1999 al 30 gennaio 2000, la seconda di 49 episodi dal 6 febbraio 2000 al 28 gennaio 2001, la terza di 50 episodi dal 4 febbraio 2001 al 27 gennaio 2002 e la quarta di 51 episodi dal 3 febbraio 2002 al 26 gennaio 2003; in Italia, è stata trasmessa in prima visione dalle reti Mediaset, con la prima stagione dal 4 marzo 2002, la seconda dal 9 settembre successivo al gennaio 2003, la terza dall'11 novembre 2003 all'11 maggio 2004 e la quarta dal 3 febbraio al 25 maggio 2005.

### Sigle
Sigla di apertura
- Ojamajo Carnival!! (おジャ魔女カーニバル！！?), di MAHO-dō (Chiemi Chiba [Doremi], Tomoko Akiya [Hazuki] e Yuki Matsuoka [Aiko]) (prima stagione)
- Ojamajo wa koko ni iru (おジャ魔女はココにいる?), di MAHO-dō (Doremi, Hazuki, Aiko e Rumi Shishido [Onpu]) (seconda stagione)
- Ojamajo de BAN² (おジャ魔女でＢＡＮ²?), di MAHO-dō (Doremi, Hazuki, Aiko, Onpu e Nami Miyahara [Momoko]) (terza stagione)
- DANCE! Ojamajo (ＤＡＮＣＥ！おジャ魔女?), di MAHO-dō (Doremi, Hazuki, Aiko, Onpu, Momoko e Ikue Ōtani [Hana]) (quarta stagione)
- Na-i-sho Yo! Ojamajo (ナ・イ・ショ・Ｙｏ！おジャ魔女?), di MAHO-dō (Doremi, Hazuki, Aiko, Onpu e Momoko) (OAV)

Sigla di chiusura
- Kitto ashita wa (きっと明日は?), di Saeko Shuu (prima stagione)
- Koe wo kikasete (声をきかせて?), di MAHO-dō (Doremi, Hazuki, Aiko e Onpu) (seconda stagione)
- Takaramono (たからもの?), di Yui Komuro (terza stagione / OAV; ep. 12)
- Watashi no tsubasa (わたしのつばさ?), di Masami Nakatsukasa (quarta stagione; ep. 1-13, 31-51)
- Ojamajo ondo de happy-ppy!! (おジャ魔女音頭でハッピッピ！！?), di MAHO-dō (Doremi, Hazuki, Aiko, Onpu, Momoko e Hana) (quarta stagione; ep. 14-30)
- Suteki ∞ (Mugendai) (ステキ∞?), di MAHO-dō (Doremi, Hazuki, Aiko, Onpu e Momoko) (OAV; ep. 1-11, 13)

Sigla di apertura e di chiusura italiane
Le sigle italiane, interpretate da Cristina D'Avena con musica di Giorgio Vanni e Max Longhi e testo di Alessandra Valeri Manera, presentano un arrangiamento completamente diverso dalle originali e vengono usate sia in apertura che in chiusura.
- Magica Doremì, di Cristina D'Avena (prima stagione / OAV)
- Ma che magie Doremì!, di Cristina D'Avena (seconda stagione / quarta stagione)
- Doredò Doremì, di Cristina D'Avena (terza stagione)

## Film
| Titolo | Prima visione                | Prima visione         |
| Titolo | Giapponese (cinematografica) | Italiano (televisiva) |
| --- | ---------------------------- | --------------------- |
| Ma che magie Doremì - Il cuore delle streghe (映画 おジャ魔女どれみ♯?, Eiga Ojamajo Doremi ♯ (Shāpu))                                              | 8 luglio 2000                | 27 maggio 2005        |
| Doredò Doremì - La montagna del non ritorno (映画 も～っと！おジャ魔女どれみ カエル石のひみつ?, Eiga Mo~tto! Ojamajo Doremi Kaeru ishi no himitsu) | 14 luglio 2001               | 2005                  |
| Majo minarai wo sagashite (魔女見習いを探して?) | 13 novembre 2020             | inedito               |

## OAV
Nel 2004 è stata prodotta una serie OAV di 13 episodi, intitolata Magica magica Doremì (おジャ魔女どれみナ・イ・ショ?, Ojamajo Doremi Na-i-sho). Distribuita in Giappone dal 26 giugno all'11 dicembre 2004, in Italia la serie è stata acquistata da Mediaset, che l'ha mandata in onda su Boing dal 9 marzo al 6 aprile 2009. Ogni episodio è caratterizzato dalla presenza di un segreto, appunto "Naisho": Sinfony, pur essendo abile in ogni sport, non sa nuotare, Lullaby è piena di incertezze e dubbi sulla sua carriera artistica e Melody è impegnata con problemi d'amore.
Il periodo cronologico in cui sono ambientati questi episodi è tra la terza e la quarta stagione, poiché, il MAHO è ancora una pasticceria, Hanna è piccola e gli abiti da apprendiste sono quelli double-face.
Nell'ultimo episodio, Doremì fa la conoscenza di Fami, una ragazzina della sua stessa età che sembra conoscerla e che le dice di essere venuta da Tokyo per visitare sua nonna, che da piccola le raccontava spesso storie su magie e streghe e che sostiene di essere stata una strega da giovane. Le due passano tutta la giornata insieme, scoprendo di avere gli stessi gusti e sogni, e festeggiano il Giorno delle Bambine. La sera, Doremì va con Bibì al MAHO per festeggiare il compleanno di Lullaby: Fami le segue di nascosto e vede Doremì usare la magia, decidendo di tornare a casa perché ora sa che sua nonna, ovvero Doremì, era stata davvero una strega.

## Manga
Dal marzo 1999 al gennaio 2003, la rivista Nakayoshi ha pubblicato un adattamento manga della serie in quattro volumi, disegnato da Shizue Takanashi. I primi tre volumi coprono la prima e la seconda stagione, mentre l'ultimo adatta la terza stagione.
In Italia è stato pubblicato da Play Press Publishing nel 2004 con il titolo Magica Doremì, uguale alla serie animata; dei quattro volumetti giapponesi sono stati pubblicati soltanto i primi tre. L'adattamento ha lasciato i volumetti identici a quelli originali, con anche le interviste allo staff; tuttavia, le pagine sono state ribaltate all'occidentale e i nomi dei personaggi sono quelli utilizzati nel doppiaggio italiano dell'anime.
Rispetto all'anime, i personaggi indossano vestiti completamente diversi o con colori differenti, e le ranocchie sono molto più grandi e hanno anche delle piccole zampette. Le apprendiste sono tutte innamorate della loro controparte dei FLAT 4, cosa che nell'anime avviene brevemente solo per Doremì. Inoltre i capelli di Mindy, invece, sono verdi.

### Volumi
| Nº | Titolo italiano Giapponese 「Kanji」 - Rōmaji             | Data di prima pubblicazione         | Data di prima pubblicazione |
| Nº | Titolo italiano Giapponese 「Kanji」 - Rōmaji             | Giapponese                          | Italiano                    |
| 1  | Magica Doremì 1 「おジャ魔女どれみ１」 - Ojamajo Doremi 1 | 4 ottobre 2000 ISBN 4-06-334349-9   | 11 gennaio 2004             |
| 2  | Magica Doremì 2 「おジャ魔女どれみ２」 - Ojamajo Doremi 2 | 2 novembre 2000 ISBN 4-06-334350-2  | 11 febbraio 2004            |
| 3  | Magica Doremì 3 「おジャ魔女どれみ３」 - Ojamajo Doremi 3 | 4 dicembre 2000 ISBN 4-06-334366-9  | 6 aprile 2004               |
| 4  | 「も～っと！おジャ魔女どれみ」 - Mo~tto! Ojamajo Doremi   | 26 dicembre 2001 ISBN 4-06-334502-5 | -                           |

## Light novel
Annunciata a settembre 2011, dal dicembre seguente Kōdansha ha pubblicato un adattamento light novel col titolo Ojamajo Doremi 16 (おジャ魔女どれみ１６?), scritta da Midori Kuriyama (i primi nove volumi) e Yumi Kageyama (il decimo) e illustrata da Yoshihiko Umakoshi. La storia è ambientata diversi anni dopo l'anime, con i personaggi cresciuti che frequentano il liceo e si preparano ad entrare nel mondo del lavoro. Composta da 10 volumi, di cui il primo ha superato le 50 000 copie vendute, le copertine sono dedicate a ciascuna delle apprendiste. L'uscita del quarto, sesto e nono volume prevede anche un'edizione deluxe accompagnata ognuna da un drama-CD.
Il produttore della Toei Animation Hiromi Seki ha mostrato interesse nel produrre un possibile adattamento anime, ma ciò, rivela, dipende dalle vendite che l'opera riesce a fare.

### Volumi
| Nº                | Giapponese 「Kanji」 - Rōmaji                                                              | Data di prima pubblicazione                                                                      | Data di prima pubblicazione |
| Nº                | Giapponese 「Kanji」 - Rōmaji                                                              | Giapponese                                                                                       |                             |
| Ojamajo Doremi 16 |                                                                                            |                                                                                                  |                             |
| 1                 | 「おジャ魔女どれみ１６」 - Ojamajo Doremi 16                                               | 2 dicembre 2011 ISBN 978-4-06-375206-9                                                           |                             |
| 2                 | 「おジャ魔女どれみ１６ Ｎａｉｖｅ」 - Ojamajo Doremi 16 Naive                              | 2 maggio 2012 ISBN 978-4-06-375235-9                                                             |                             |
| 3                 | 「おジャ魔女どれみ１６ Ｔｕｒｎｉｎｇ Ｐｏｉｎｔ」 - Ojamajo Doremi 16 Turning Point       | 30 novembre 2012 ISBN 978-4-06-375273-1                                                          |                             |
| Ojamajo Doremi 17 |                                                                                            |                                                                                                  |                             |
| 4                 | 「おジャ魔女どれみ１７」 - Ojamajo Doremi 17                                               | 20 maggio 2013 ISBN 978-4-06-375287-8 (ed. regolare) ISBN 978-4-06-358458-5 (ed. con drama-CD)   |                             |
| 5                 | 「おジャ魔女どれみ１７ ２ｎｄ ～ＫＩＺＡＳＨＩ～」 - Ojamajo Doremi 17 2nd ~KIZASHI~       | 2 ottobre 2013 ISBN 978-4-06-375327-1                                                            |                             |
| 6                 | 「おジャ魔女どれみ１７ ３ｒｄ ～ＣＯＭＥ ＯＮ！～」 - Ojamajo Doremi 17 3rd ~COME ON!~     | 28 febbraio 2014 ISBN 978-4-06-375347-9 (ed. regolare) ISBN 978-4-06-358486-8 (ed. con drama-CD) |                             |
| Ojamajo Doremi 18 |                                                                                            |                                                                                                  |                             |
| 7                 | 「おジャ魔女どれみ１８」 - Ojamajo Doremi 18                                               | 2 settembre 2014 ISBN 978-4-06-375371-4                                                          |                             |
| 8                 | 「おジャ魔女どれみ１８ ２ｎｄ Ｓｐｒｉｎｇ ｈａｓ⋯⋯」 - Ojamajo Doremi 18 2nd Spring has…… | 2 giugno 2015 ISBN 978-4-06-381425-5                                                             |                             |
| Ojamajo Doremi 19 |                                                                                            |                                                                                                  |                             |
| 9                 | 「おジャ魔女どれみ１９」 - Ojamajo Doremi 19                                               | 2 dicembre 2015 ISBN 978-4-06-381429-3 (ed. regolare) ISBN 978-4-06-358779-1 (ed. con drama-CD)  |                             |
| Ojamajo Doremi 20 |                                                                                            |                                                                                                  |                             |
| 10                | 「おジャ魔女どれみ２０'ｓ」 - Ojamajo Doremi 20's                                          | 3 ottobre 2019 ISBN 978-4-06-516234-7                                                            |                             |

## ONA
In occasione del ventesimo anniversario della serie, nel 2019 è stata prodotta una serie ONA di 26 mini-episodi in chiave comica, intitolata Ojamajo Doremi: Owarai gekijō (おジャ魔女どれみ お笑い劇場?). Pubblicata attraverso il canale ufficiale YouTube della Toei Animation dal 23 marzo 2019 al 22 marzo 2020, i personaggi sono ridisegnati in stile super deformed.

## Corti animati
In occasione del ventesimo anniversario della serie, cinque corti col titolo Ojamajo Doremi: Honobono gekijō (おジャ魔女どれみ ほのぼの劇場?) sono stati trasmessi al LB Pop-Up Theater di Shibuya dal 10 gennaio al 20 febbraio 2020.

## Colonna sonora
Durante il corso della serie, sono stati pubblicati numerosi album e singoli da Bandai, King Records e Marvelous Entertainment.

## Videogiochi
Durante il corso della serie, sono stati pubblicati diversi videogiochi dalla Bandai, Dorasu e Amada Printing MFG.CO.,LTD..
| Nº | Titolo videogioco                                                                                             | Piattaforma | Data uscita       |
| -- | --- | ----------- | ----------------- |
| 1  | Ojamajo Doremi ♯: MAHO-dō dance carnival! (おジャ魔女どれみ♯ ＭＡＨＯ堂ダンスカーニバル！?)                   | PlayStation | 21 settembre 2000 |
| 2  | Mo~tto! Ojamajo Doremi: MAHO-dō smile party (も～っと！おジャ魔女どれみ ＭＡＨＯ堂スマイルパーティー?)        | PlayStation | 26 luglio 2001    |
| 3  | Ojamajo Doremi Dokka~n!: MAHO-dō eigo festival (おジャ魔女どれみドッカ～ン！ ＭＡＨＯ堂えいごフェスティバル?) | PlayStation | 20 marzo 2002     |
| 4  | Ojamajo Doremi: Card game collection (おジャ魔女どれみ カードゲームコレクション?)                             | TCG         | luglio 2002       |
| 5  | Ojamajo Doremi Dokka~n!: Niji-iro paradise (おジャ魔女どれみドッカ～ン！ にじいろパラダイス?)                 | PlayStation | 28 novembre 2002  |
| 6  | Ojamajo Doremi: Digital fan-box (おジャ魔女どれみ デジタルファンボックス?)                                    | PC          | 20 dicembre 2002  |
| 7  | Ojamajo Adventure ~ Naisho no mahō (おジャ魔女あどべんちゃ～ないしょのまほう?)                                | PC          | 19 novembre 2004  |

## Ojamajo Kids
Durante la trasmissione della quarta stagione, la Toei Animation ha organizzato alcuni eventi live con esibizioni di danza di un gruppo di ragazze, le Ojamajo Kids, che rappresentavano le apprendiste streghe. Le apprendiste sono state interpretate da Kasumi Suzuki (Doremì), Tsugumi Shinohara (Hana), Miiya Tanaka (Hazuki), Chiharu Watanabe (Aiko), Makoto Takeda (Onpu) e Chisato Maeda (Momoko).

## Trasmissioni e adattamenti nel mondo
Magica Doremì è stato trasmesso, oltre che in Giappone e in Italia, anche in diversi Paesi in tutto il mondo.
| Stato          | Canale/i televisivo        | Data prima TV |
| -------------- | -------------------------- | --- |
| Arabia Saudita | Spacetoon                  | 2006 |
| Cile           | ETC... TV, TVN Chile       | |
| Colombia       | Canal Caracol              | |
| Corea del Sud  | MBC, Tooniverse            | maggio – novembre 2000 (prima serie) 17 dicembre 2002 – 23 settembre 2003 (♯) 30 settembre 2003 – 10 agosto 2004 (Mo~tto!) 17 agosto 2004 – 12 luglio 2005 (Dokka~n!) 20 agosto 2006 – 19 febbraio 2007 (Na-i-sho) |
| Filippine      | GMA Network                | |
| Francia        | Fox Kids                   | |
| Germania       | RTL II                     | 31 agosto 2001 – 4 febbraio 2003 |
| Hong Kong      | TVB                        | 11 novembre 2000 – 18 dicembre 2004 |
| Messico        | Televisa Canal 5           | 4 settembre 2004 – 27 febbraio 2005 (♯) |
| Portogallo     | Canal Panda                | |
| Spagna         | Fox Kids                   | |
| Stati Uniti    | 4Kids                      | 10 maggio 2005 – 11 marzo 2006 |
| Regno Unito    | BBC One                    | |
| Canada         | Télévision de Radio-Canada | |

### Adattamenti europei

#### Italiano
Il doppiaggio italiano cambia soltanto i nomi delle protagoniste, degli oggetti magici e delle formule magiche. Hazuki diventa Melody, Aiko viene chiamata Sinfony, Onpu prende il nome di Lullaby, Pop cambia nome in Bibì, Momoko diventa Mindy, Hana viene chiamata Hanna, Majo-Rika cambia nome in Eufonia/Raganella e Majo-Ruka diventa Malissa. Viene tuttavia rimosso in tutte le puntate il segmento pre-sigla che riassume la trama dell'episodio, ma che non crea problemi sul suo svolgimento (nei DVD sono comunque presenti).
Le sigle sono cantate da Cristina D'Avena e viene adottata la stessa sigla sia in apertura, sia in chiusura. Le immagini mostrate durante la sigla provengono sia dagli episodi che dalla sigla originale giapponese. Per la quarta stagione, l'adattamento italiano ha usato la stessa sigla della seconda stagione, togliendo però i riferimenti al compito delle apprendiste di curare la piccola Hanna.
La sigla della prima serie (Magica Doremì) ha avuto due versioni televisive. La prima versione dura circa due minuti ed è stata utilizzata per la prima visione del 2002 su Italia 1. Tale versione è stata ripresa anche per una parte delle repliche del 2003, fino a quando Luca Tiraboschi (ex-direttore di Italia 1) ha deciso di ridurre la durata delle videosigle dei cartoni ad un minuto. Per questo motivo si è dovuta realizzare una versione da un minuto della sigla, la quale ha sostituito quella originale da due minuti. Tuttavia, la sostituzione si è applicata solamente alla sigla di apertura, visto che non c'era la necessità di realizzare una nuova sigla di chiusura, la quale veniva troncata dopo pochi secondi quasi sempre. Per le repliche dell'anime su Boing e su Italia Teen Television è stata ripristinata la sigla storica da due minuti.

Anche della sigla della seconda e della quarta serie (Ma che magie Doremì!) esistono due versioni, sempre da due minuti e da un minuto. Quella da due minuti è stata utilizzata per la trasmissione della seconda serie nel 2002, mentre quella da un minuto è stata utilizzata per la trasmissione della quarta serie nel 2005, in entrambi i casi sia per la sigla di testa sia per quella di coda.

Per quanto concerne invece la sigla della terza serie (Doredò Doremì), è stata creata soltanto una versione da un minuto. Curiosamente, però, nelle repliche della serie su Boing nelle ultime settimane del 2010, accadeva spesso che gli episodi venissero montati per sbaglio con doppie sigle, infatti si poteva ascoltare per due volte di seguito sia quella iniziale sia quella finale.

Le sigle di chiusura della prima e della quarta serie hanno il teleschermo diviso in due parti: a sinistra appaiono le stesse immagini della sigla di apertura, mentre nella metà destra scorrono verticalmente, su sfondo nero, i titoli di coda. Quando questi finiscono, la parte di sinistra con le immagini si espande a tutto schermo, con un effetto di transizione. Tale layout non è stato utilizzato, appunto, per la sigla di chiusura della seconda e della terza serie, le quali sono completamente identiche a quelle di apertura, con la sola eccezione dei titoli di coda che scorrono orizzontalmente nella parte inferiore del teleschermo.

#### Inglese
La serie è stata chiamata Magical Doremi e i nomi dei personaggi sono stati cambiati. Doremi Harukaze è diventata Dorie Goodwyn, Hazuki Fujiwara viene chiamata Reanne Griffith, Aiko Senoo prende il nome di Mirabelle Haywood, Onpu Segawa diventa Ellie Craft, Momoko Asuka viene chiamata Madelyn Truscott, Lala diventa Laralie, Majo-Rika cambia nome in Patina, Pop Harukaze prende il nome di Caitlyn Goodwyn e la Regina delle Streghe viene chiamata Lumina.
Il MAHO viene chiamato DoReMi Shop dalle iniziali dei nomi delle protagoniste, mentre il Minarai Tap diventa Dreamspinner. La musica di sottofondo, alcuni dialoghi e delle scene sono stati modificati, eliminando gli ideogrammi e i riferimenti al Giappone.

#### Spagnolo
La serie è arrivata in Spagna con il nome Magical DoReMi e in Portogallo come Magical Dó Ré Mi. Il doppiaggio mantiene i nomi pressoché invariati, anche se Majo-Rika diventa Bruja Rika. Sono state tradotte e adattate tutte le sigle di apertura e chiusura.
Nel doppiaggio catalano, la serie prende il nome di La màgica Do-Re-Mi e i nomi rimangono invariati, a parte Pop che diventa Popi e Hana viene chiamata Flor.

#### Tedesco
Alcuni nomi sono stati cambiati: Hazuki diventa Emilie, Aiko cambia nome in Sophie, Pop diventa Bibi, Onpu viene chiamata Nicole, Majo-Rika diventa Majorca e Majo-Ruka prende il nome di Malissa. Sono state tradotte e adattate tutte le sigle di apertura e chiusura.

#### Francese
La serie è arrivata in Francia con il titolo Magical Dorémi e i nomi sono stati cambiati. Hazuki Fujiwara viene chiamata Emilie, Aiko prende il nome di Sophie, Onpu diventa Loulou, Momoko viene chiamata Mindy, Lala diventa Lili, Raganella cambia nome in Maggie Grigri e Pop prende il nome di Bibi. Sono state tradotte e adattate tutte le sigle di apertura e chiusura.

### Adattamento statunitense
La serie è andata in onda su 4Kids, ma è stata interrotta all'episodio 26 della prima stagione. Nel 2010 la serie riprende dall'inizio la trasmissione sullo stesso canale. Dei 51 episodi della prima serie, ne sono stati trasmessi solo 50, saltando l'episodio 30.

### Adattamenti asiatici

#### Coreano
La serie è arrivata in Corea del Sud come Kkomamabeobsa Remi (꼬마마법사 레미?) e i nomi dei personaggi sono stati cambiati. Doremi Harukaze è diventata Do Remi (도레미?), Hazuki Fujiwara viene chiamata Jang Mei (장메이?), Aiko Senoo prende il nome di Yu Sarang (유사랑?), Onpu Segawa diventa Jin Bora (진보라?), Momoko Asuka viene chiamata Na Momo (나모모?), Pop Harukaze cambia nome in Do Tomi (도또미?). Sono stati eliminati tutti i caratteri giapponesi, sostituiti da coreani. Sono stati censurati interi episodi durante le serie: nella prima gli episodi 22, 27, 29, 30, 33, 41 e 47; nella seconda il 10, 11, 13, 14, 24, 29, 35, 39 e 45; nella terza il 9, 10, 13, 14, 15, 29, 33, 40, 41 e 46; nella quarta il 19, 23 e 29. La terza e la quarta serie sono state intitolate, rispettivamente, Forte Kkomamabeobsa Remi ƒ (포르테 꼬마마법사 레미 ƒ?) e Kkomamabeobsa Remi Vivace! (꼬마마법사 레미 Ｖｉｖａｃｅ！?). Sono state tradotte e adattate tutte le sigle di apertura e chiusura, ad eccezione della sigla della quarta serie, in cui cambia leggermente l'arrangiamento.

## Accoglienza

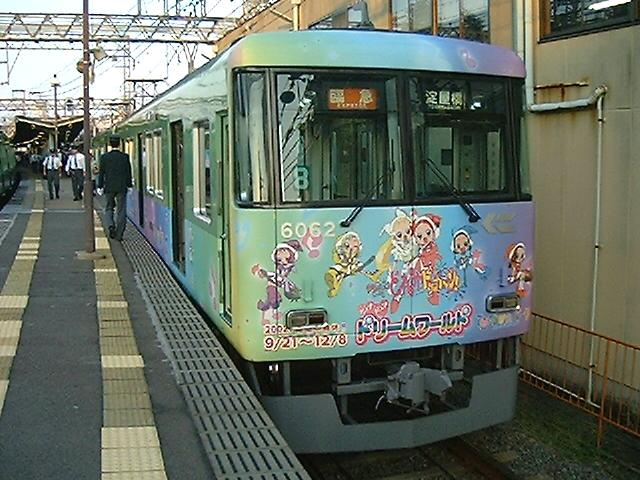
Un treno giapponese pubblicizza la serie

Nella lista dei 100 migliori anime di TV Asahi, stilata nel 2005 e votata dai telespettatori giapponesi, Ojamajo Doremi si è classificata al 63º posto, mentre nella lista analoga votata invece via web è arrivata al 46º. Nello stesso sondaggio nel 2006 è invece arrivata 64ª. Retrospettivamente, la rivista Famitsū ha classificato Doremì Harukaze come la trentunesima eroina più famosa degli anime degli anni '90.